# Inspektorat Tarnopol Armii Krajowej
Inspektorat Tarnopol Armii Krajowej – terenowa struktura Okręgu Tarnopol Armii Krajowej.

## Skład organizacyjny inspektoratu
Struktura organizacyjna podana za Atlas polskiego podziemia niepodległościowego:
- Obwód Tarnopol Armii Krajowej
- Obwód Zbaraż Armii Krajowej
- Obwód Trembowla Armii Krajowej
- Obwód Skałat Armii Krajowej